# Calliprason
Genre
Synonymes
- Stenopotes Pascoe, 1875
- Drotus Sharp, 1877
- Pseudocalliprason Broun, 1880
- Epheus Broun, 1886

Calliprason est un genre d'insectes coléoptères de la famille des cérambycidés, de la sous-famille des Cerambycinae et de la tribu des Stenoderini.

## Espèces
Calliprason costifer - Calliprason elegans - Calliprason marginatum - Calliprason pallidum - Calliprason sinclairi